# Parski (województwo kujawsko-pomorskie)
Parski – wieś w Polsce położona w województwie kujawsko-pomorskim, w powiecie grudziądzkim, w gminie Grudziądz.

## Podział administracyjny
W latach 1975–1998 miejscowość położona była w województwie toruńskim.

## Demografia
Według Narodowego Spisu Powszechnego (III 2011 r.) wieś liczyła 153 mieszkańców. Jest 22. co do wielkości miejscowością gminy Grudziądz.

## Komunikacja publiczna
Komunikację do wsi zapewniają linie autobusowe Gminnej Komunikacji Publicznej.

## Archeologia
W latach 1955–1960 prowadzono w Parskach i pobliskichm Grabowcu badania archeologiczne, w trakcie których odkryto stanowiska kultury łużyckiej i wczesnopomorskiej.